# Odomasta guttipes
Odomasta guttipes är en spindelart som först beskrevs av Simon 1903.  Odomasta guttipes ingår i släktet Odomasta och familjen taggfotsspindlar.
Artens utbredningsområde är Tasmanien. Inga underarter finns listade i Catalogue of Life.